# Daubenet bouton
Calamus nodosus
Espèce
Statut de conservation UICN

 LC  : Préoccupation mineure
Le Daubenet bouton (Calamus nodosus) est une espèce océanique de poisson de la famille des Sparidae. On ne le trouve que dans la partie occidentale et tropicale de l'océan Atlantique où il est souvent capturé à la pêche au filet ou à la ligne pour être consommé. Il a reçu son nom scientifique de John Randall et David Caldwell dans le cadre d'une révision du genre Calamus en 1966 et qui a été publiée dans la revue Science. Randall et Caldwell ont également décrit trois autres espèces de Calamus dans le même document.

## Description
Le Daubenet bouton a un corps assez carré, aplati transversalement et une nuque qui grossit progressivement chez les grands adultes, se développant plus tard en une bosse frontale. Il est assez semblable en couleur au Calamus proridens avec un corps couleur argent ou laiton avec une tête rose et le museau et les joues violets. On peut les distinguer par des lignes bleues présentes sous leur couleur jaunâtre.
Le plus long jamais pêché mesurait 54,4 cm, alors que les adultes, en moyenne, mesurent 35 cm. Ils peuvent vivre 17 ans et peser jusqu'à 2,63 kg. Comme beaucoup d'autres membres de l'infra-classe des Téléostéens, ils sont séquentiellement hermaphrodites: ils naissent femelles et deviennent mâles au cours de leur vie. Généralement, le changement de sexe se fait quand ils atteignent une longueur de 30 cm.

## Distribution et habitat
On le trouve depuis la côte de la Caroline du Nord jusqu'à l'est de la Floride et au golfe du Mexique, y compris sur les côtes de Cuba et dans le Campeche Bank. On le trouve sur des fonds rocheux pouvant être également associés à des récifs coralliens et dans les zones voisines couvertes de gravier, d'herbe ou de sable, à des profondeurs allant de 7 à 90 m.
Il est carnivore et se nourrit principalement de mollusques, de polychètes, de crabes et d'oursins.